# 藍天海岸

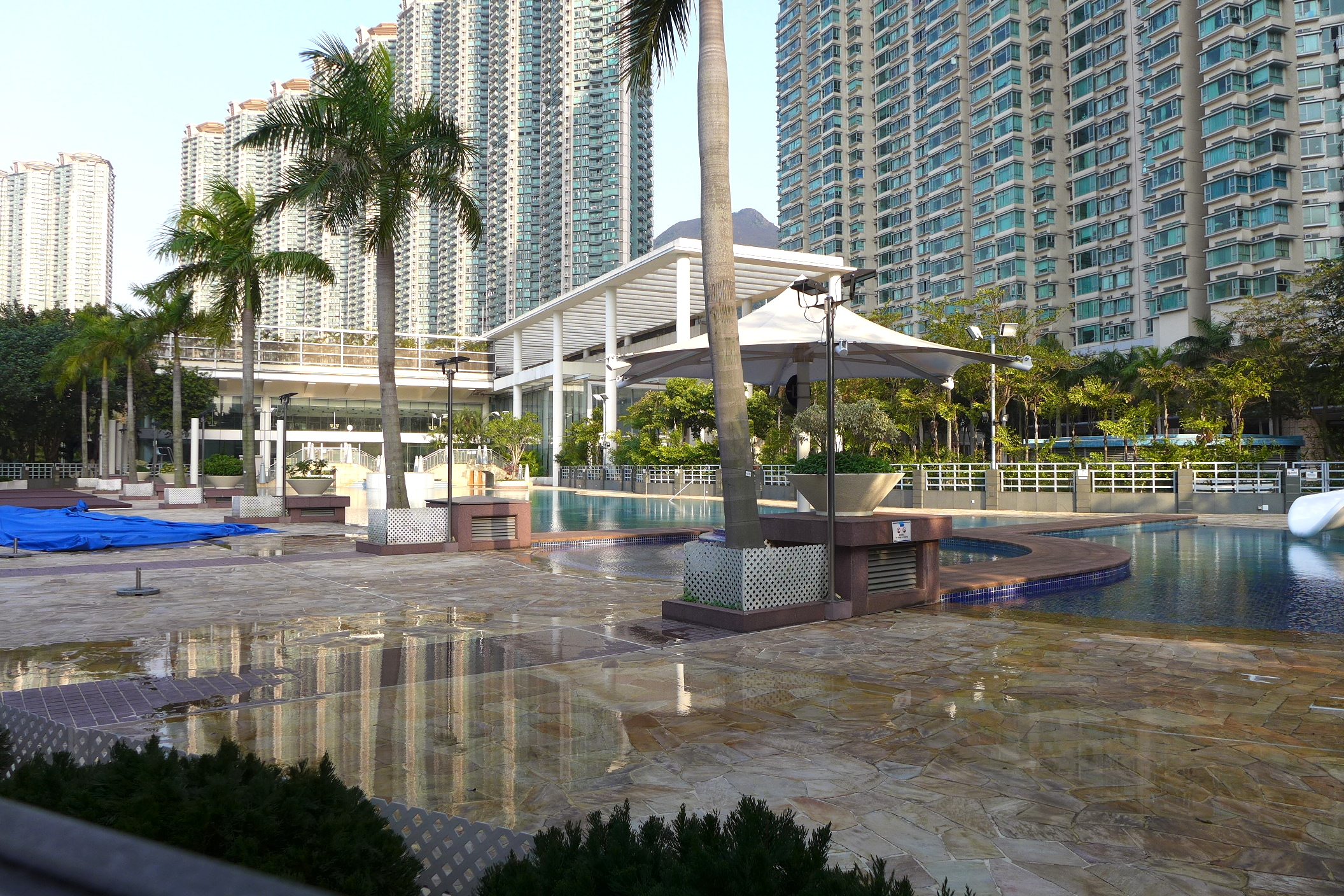
藍天海岸戶外園林音樂泳池

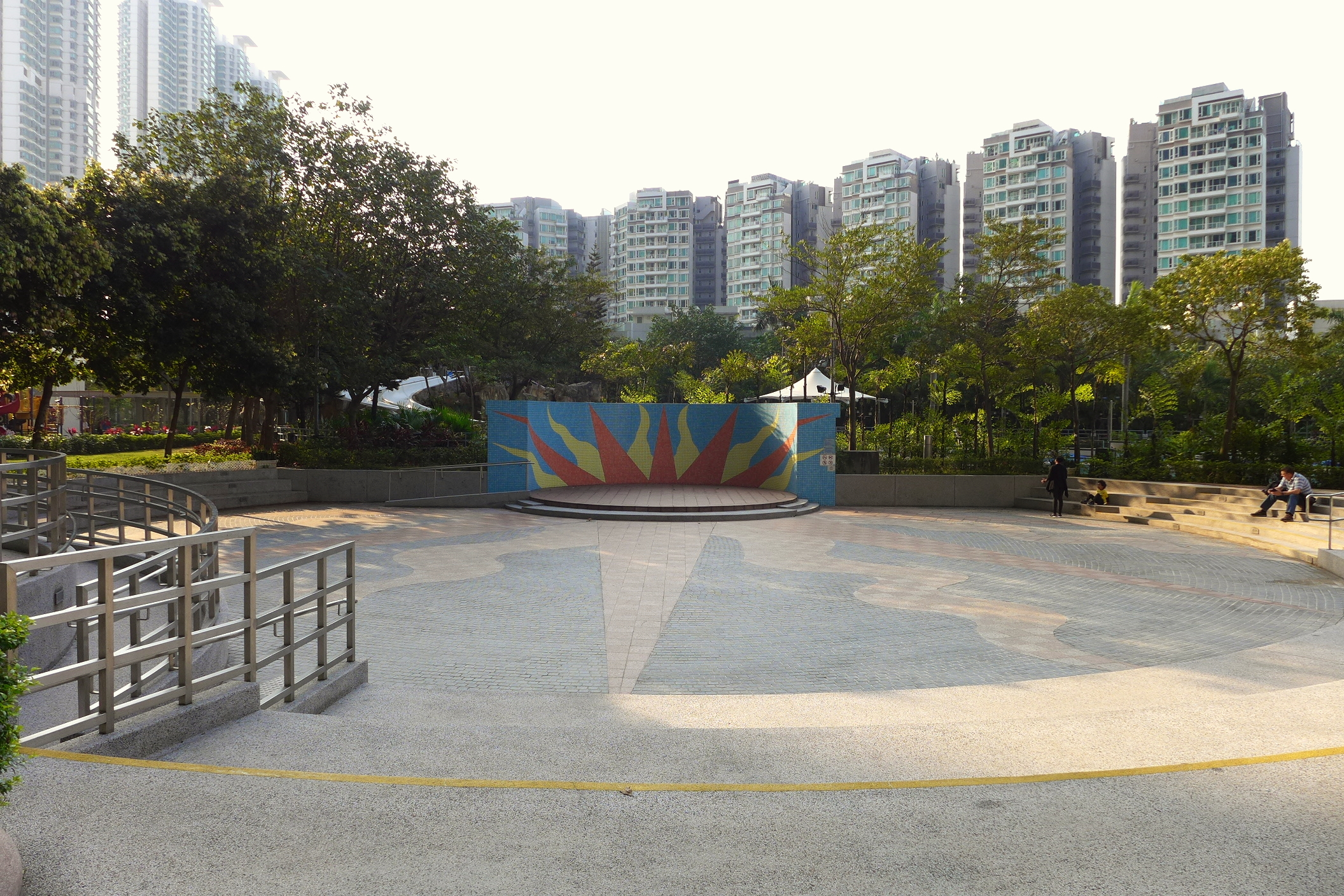
藍天海岸太陽廣場

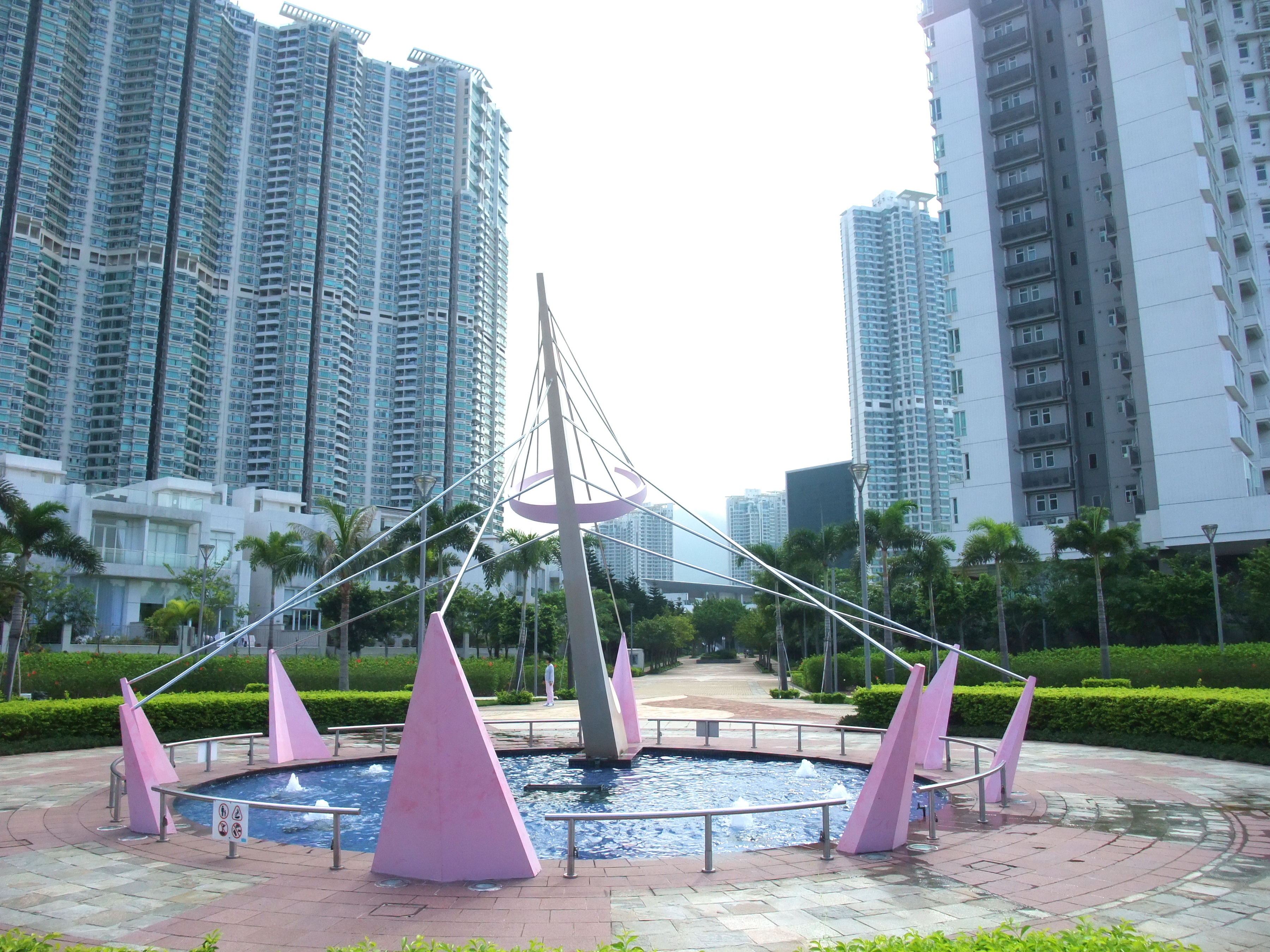
以「宇宙空間無限」為主題的公共休憩空間，左後方大樓為影岸·紅及藍天海岸、左下方洋房為水藍天 、右方大樓為水藍‧天岸

藍天海岸（英語：Coastal Skyline，意思為“沿海天際線”）位於香港新界大嶼山東涌海濱路12號，是一個私人屋苑，由香港興業佔31%股權、地鐵公司（現稱港鐵公司）、豐隆控股的東涌站物業發展項目第二期，整個屋苑總樓面面積約272萬平方呎，分四期發展，由有7幢45至50層高座住宅大樓、6幢15層中密度住宅大樓以及41座低密度花園洋房組成。
南面高座住宅大樓的第1至6座為第一期藍天海岸（Coastal Skyline），於2002年開售，2003年入伙。第二期以洋房部分為主則命名為水藍天（Le Bleu），為東涌其中一個洋房供應，2005年入伙。第三期命名為影岸·紅（La Rossa），由兩座住宅大樓的第7座（A座）及第8座（B座）組成，共有783個單位，2007年入伙。北面中密度住宅大樓的第四期亦命名為水藍‧天岸（Le Bleu Deux），於2008年中開售，2009年入伙。

## 資料
- 地盤面積約700,000平方呎。
- 高座華廈單位面積由500餘1,800餘平方呎（包括1房、2房、3房、雙連及複式單位）。
- 地處距離東涌站10分鐘步程的臨海地段，僅5分鐘車程直達香港國際機場。
- 影岸‧紅提供多元化間格1-3房，面積由595-1,183平方呎。[1]
- 水藍‧天岸提供2房、3房、複式、相連單位面積約 700–1,800平方呎。[2]
- 屋苑已實施建築物水安全計劃並獲水務署頒發「大廈優質供水認可計劃－食水(管理系統)」金證書[3]。

## 屋苑設施
屋苑設大型住客會所，設有超過40項消閒設施，包括戶外園林音樂泳池、室內恒溫泳池、保齡球場、網球場、大型綜合體育館、健身室、美容及Spa中心、兒童遊樂場、圖書館等。屋苑地庫設停車場，同時有蓋行人天橋連接東薈城、港鐵東涌站及海堤灣畔。

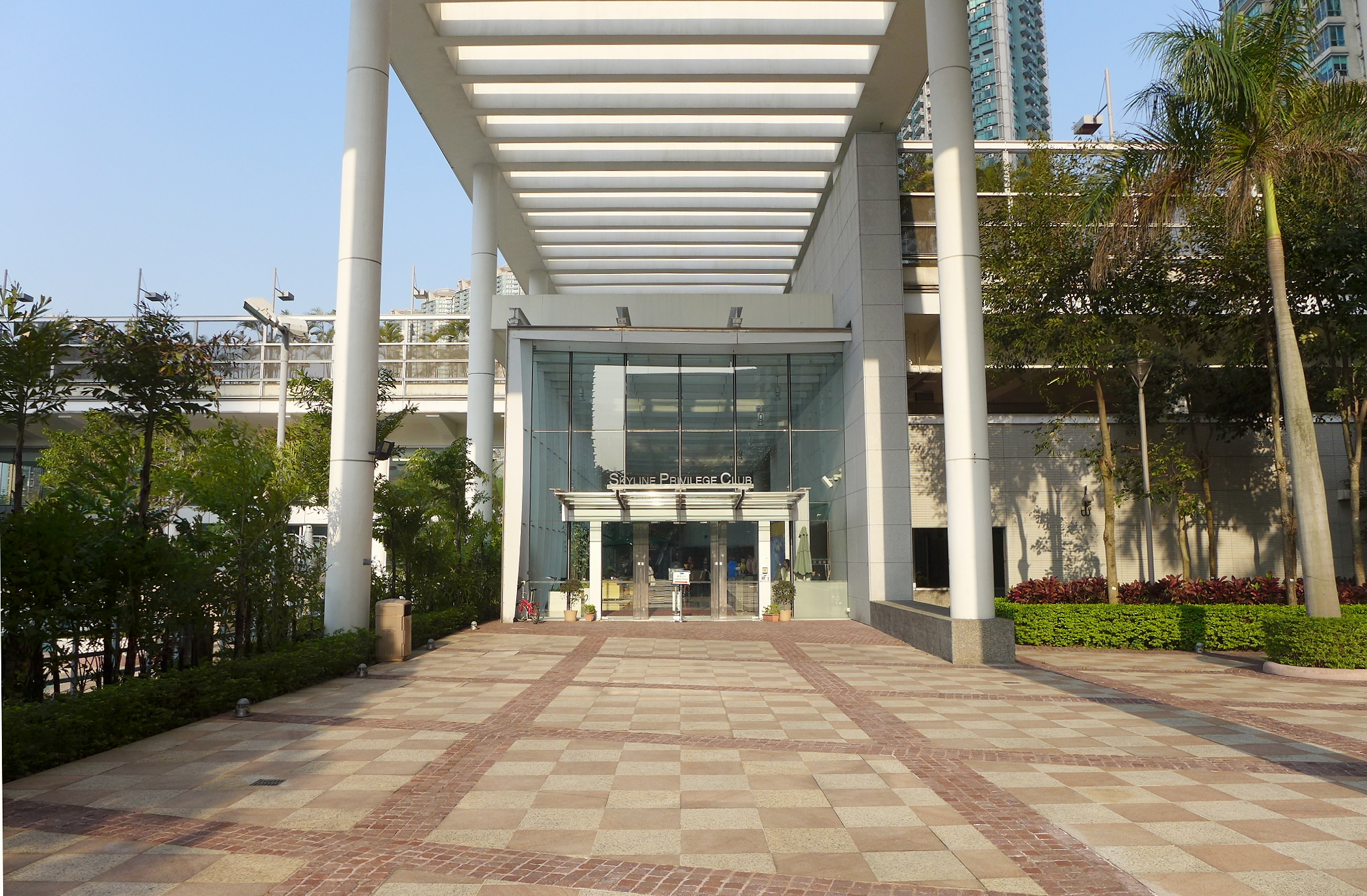
住客會所
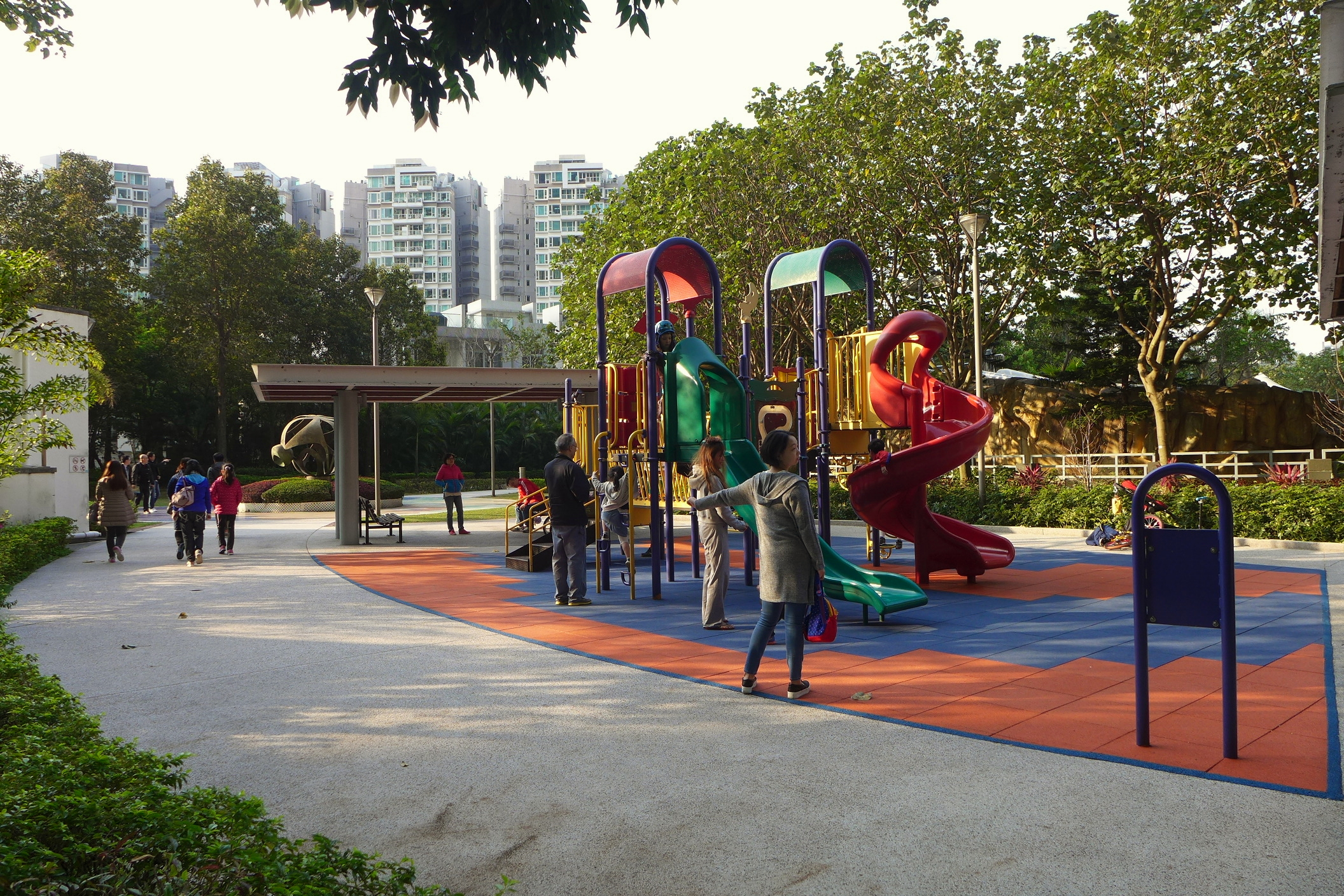
兒童遊樂場
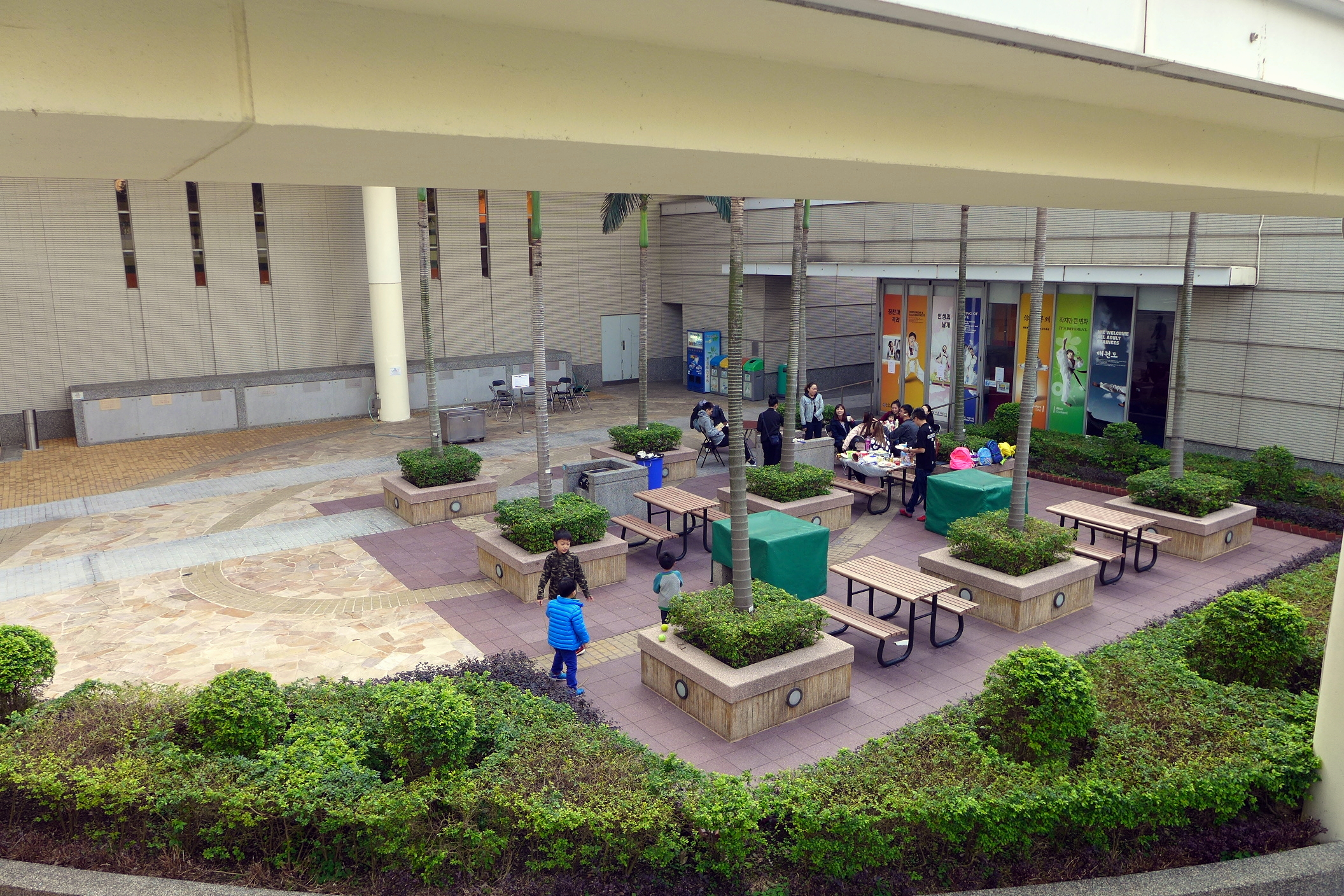
燒烤場
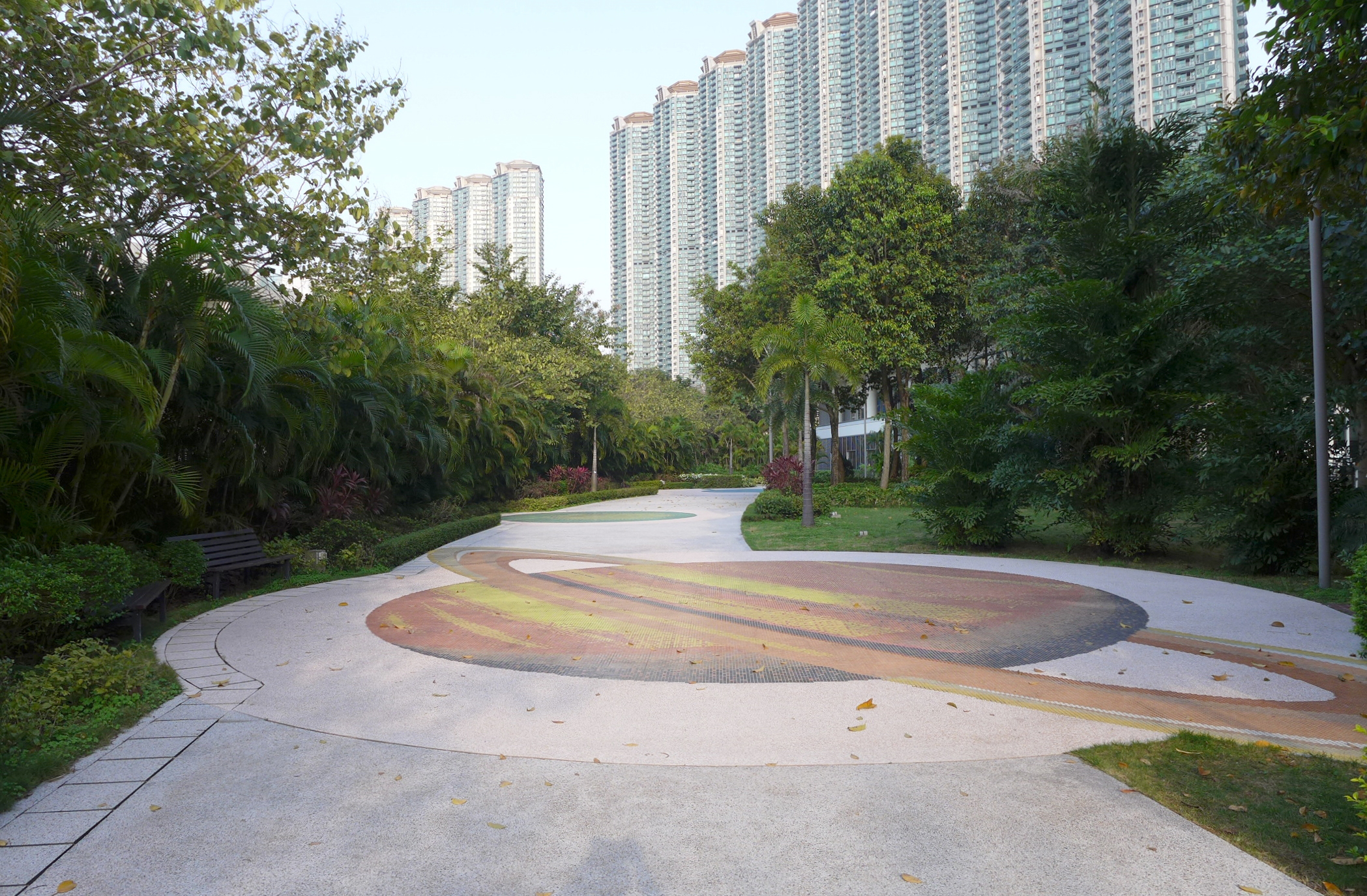
星際廣場地面用馬賽克舖設八大行星

## 商場
藍天海岸設有商場，建築面積超過30,000平方呎。2013年，美加樂聯合實業有限公司（MAYCAROL COMPANY LIMITED）以4.068億港元購入藍天海岸商場。

## 發展期數
- 第一期：藍天海岸（第1,2,3,5,6座）
- 第二期：水藍天（洋房1-3,5-6,8-12,15,16,18-23,25,26,28-33,35,36,38,39,55,61,63,80-83,85,88,89,99）
- 第三期：影岸·紅（第A,B座）（藍天海岸第7,8座）
- 第四期：水藍·天岸（第1,2,3,5,6,7座）

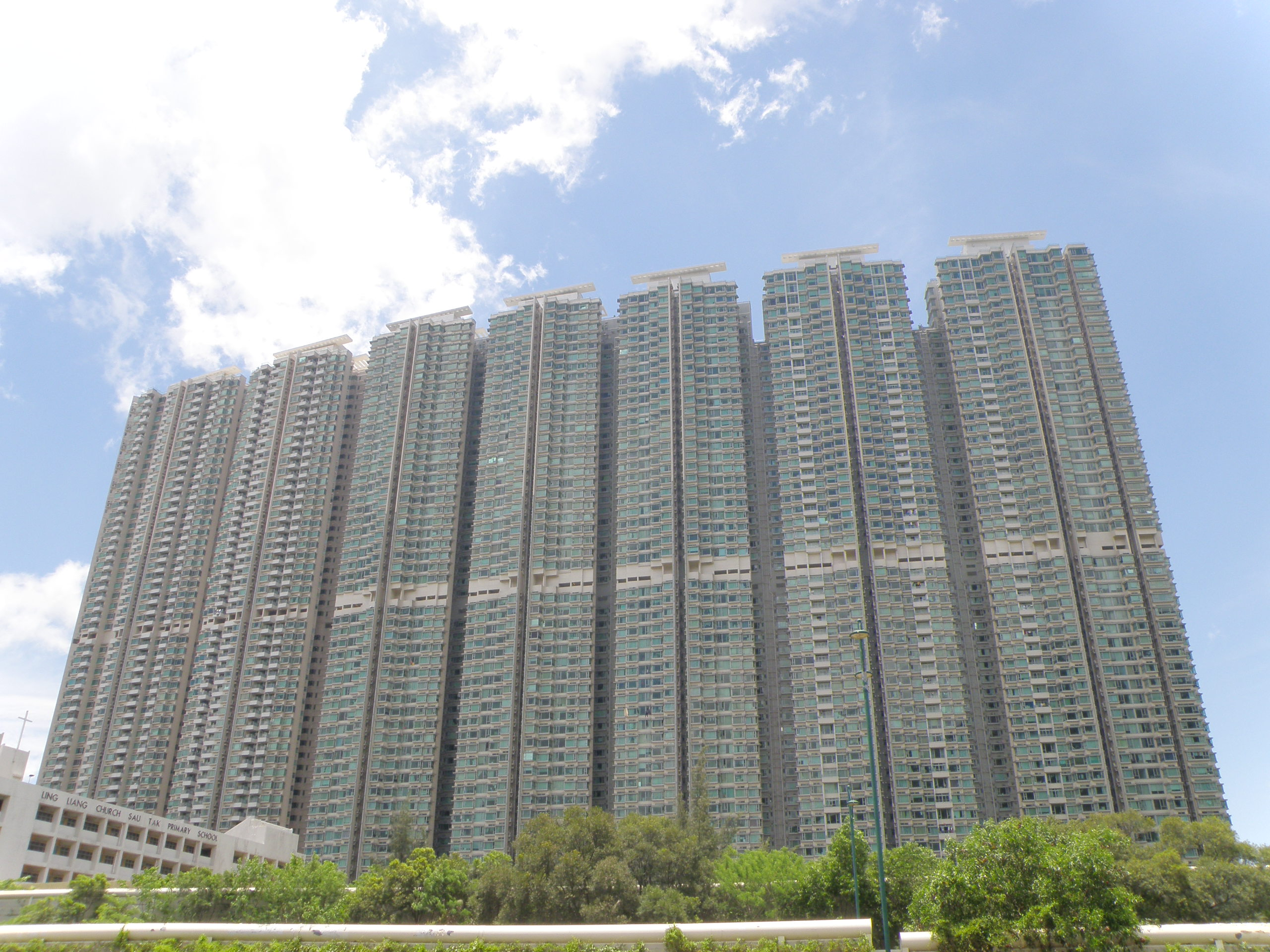
右面起為第一期藍天海岸1至6座（不設4座）及第三期影岸‧紅A、B座的南面外貌
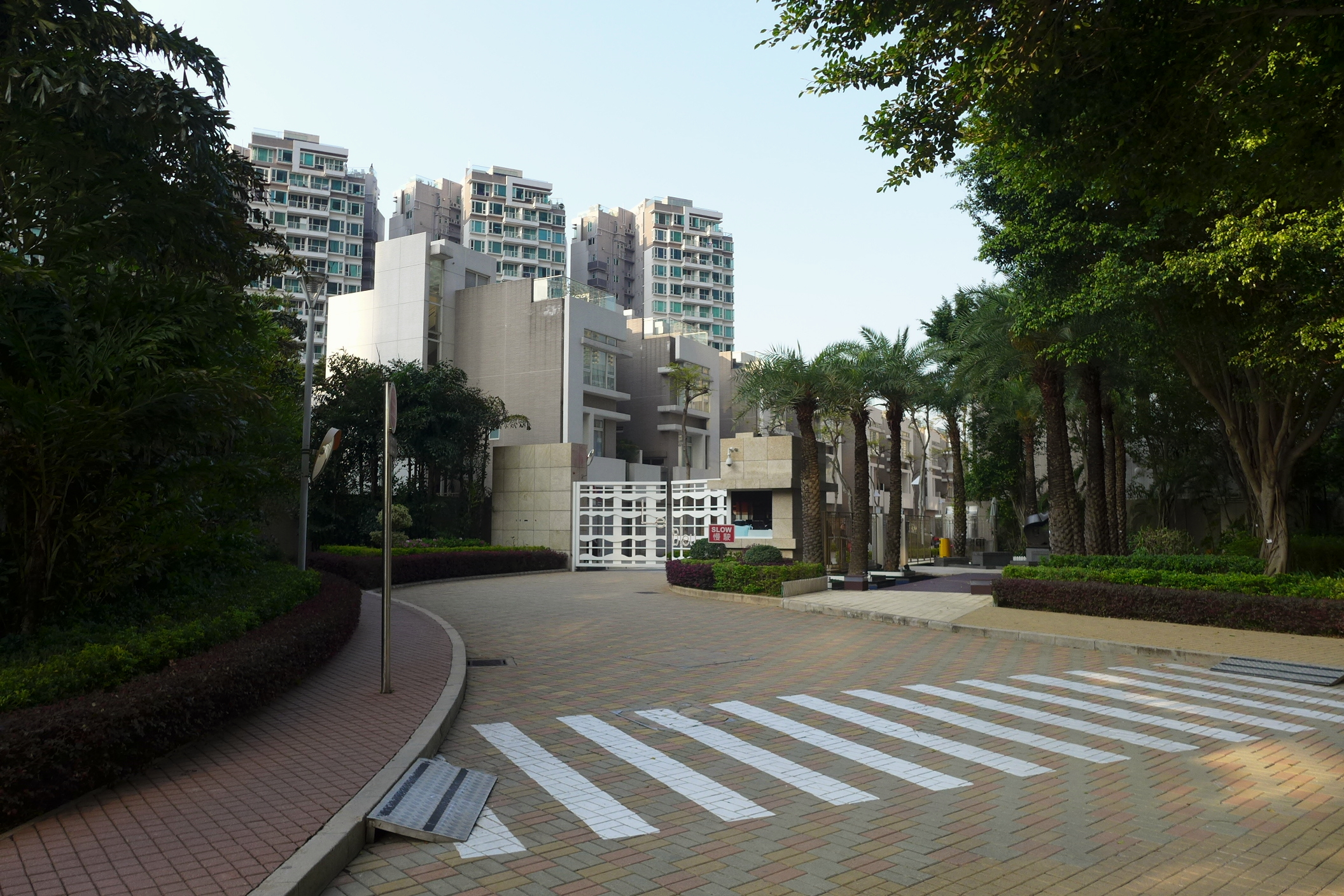
第二期水藍天為洋房項目，合共提供41座洋房
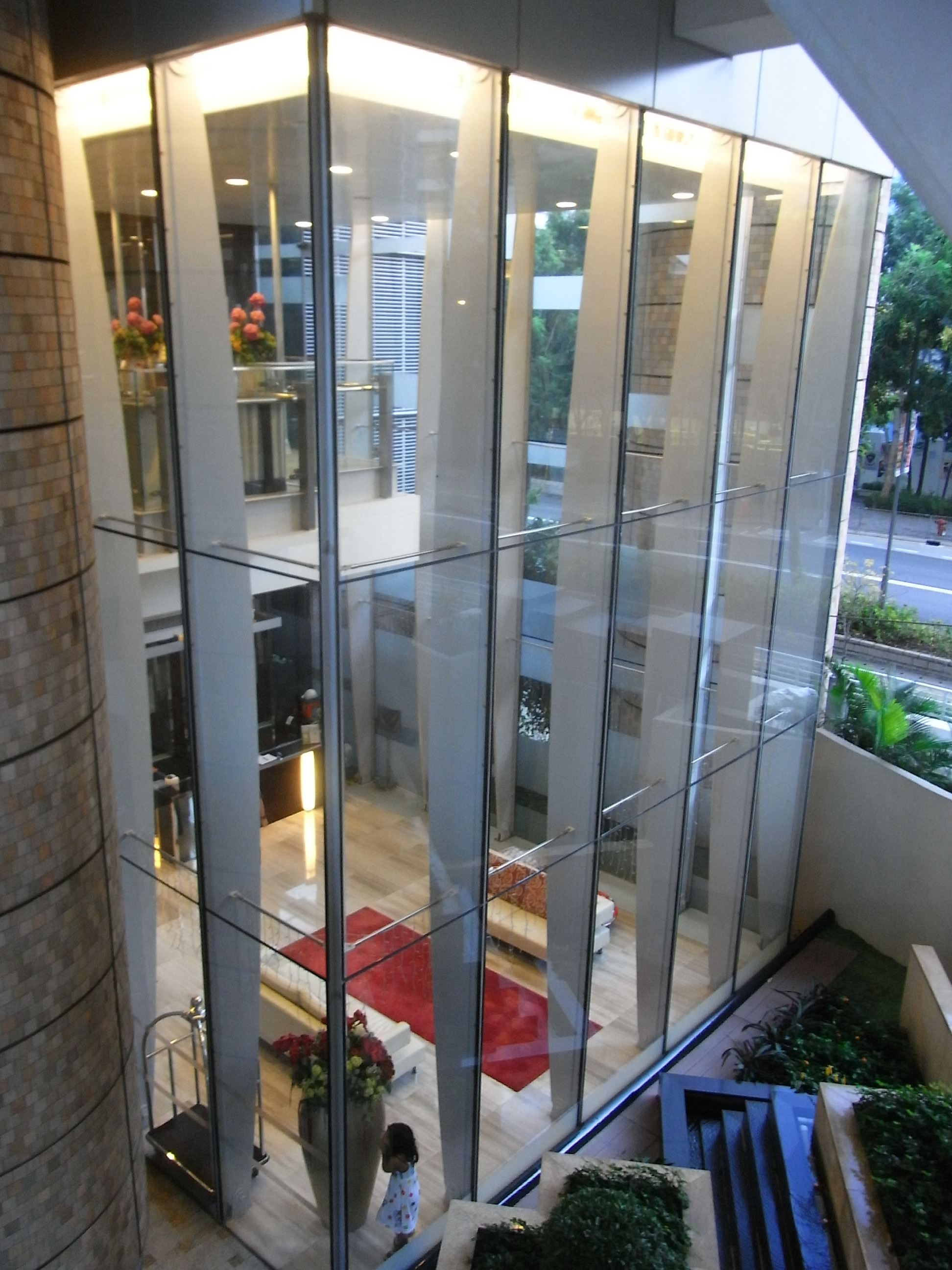
第三期影岸·紅住宅大堂
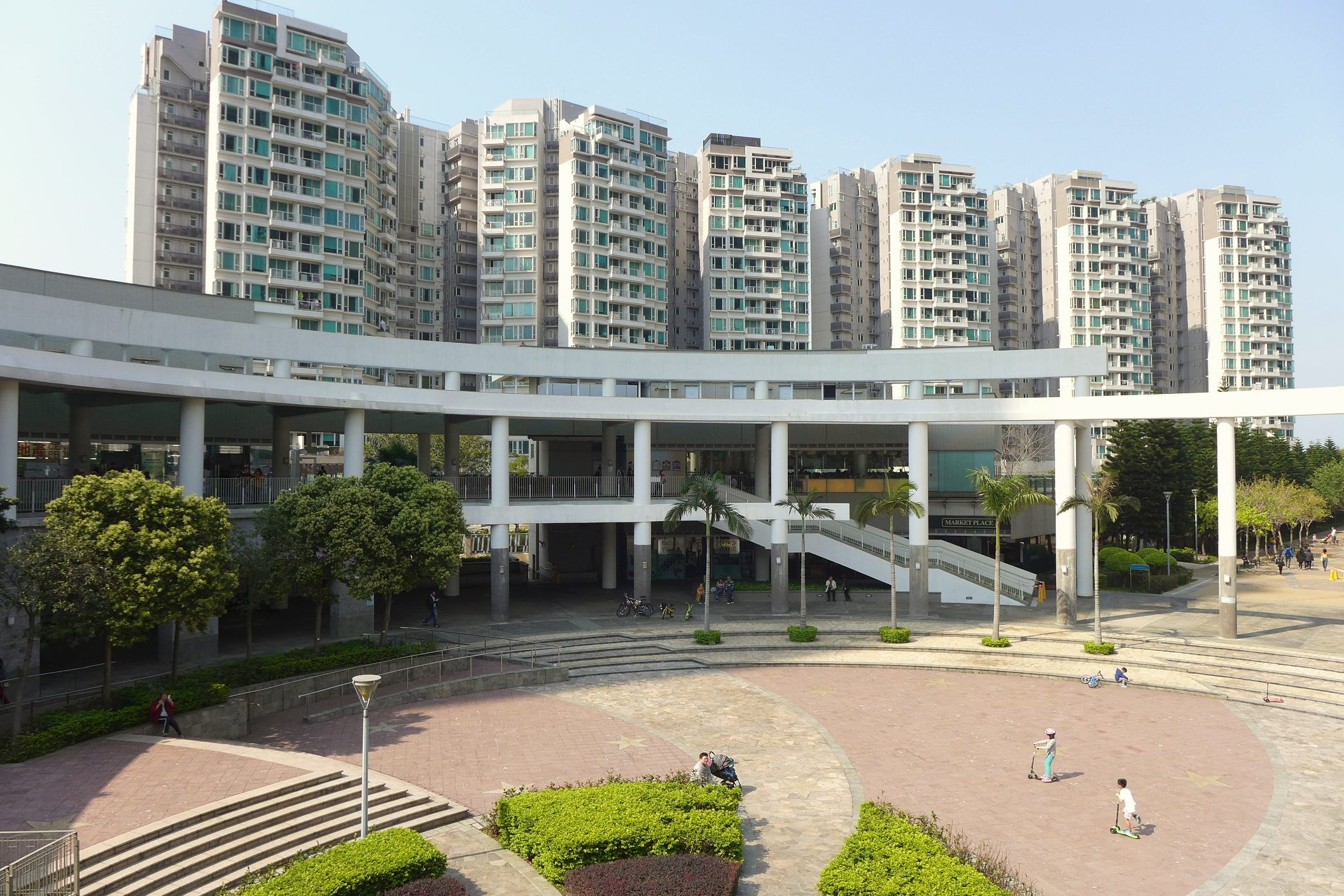
第四期水藍‧天岸的南面外觀，左下方為藍天海岸丁本商場
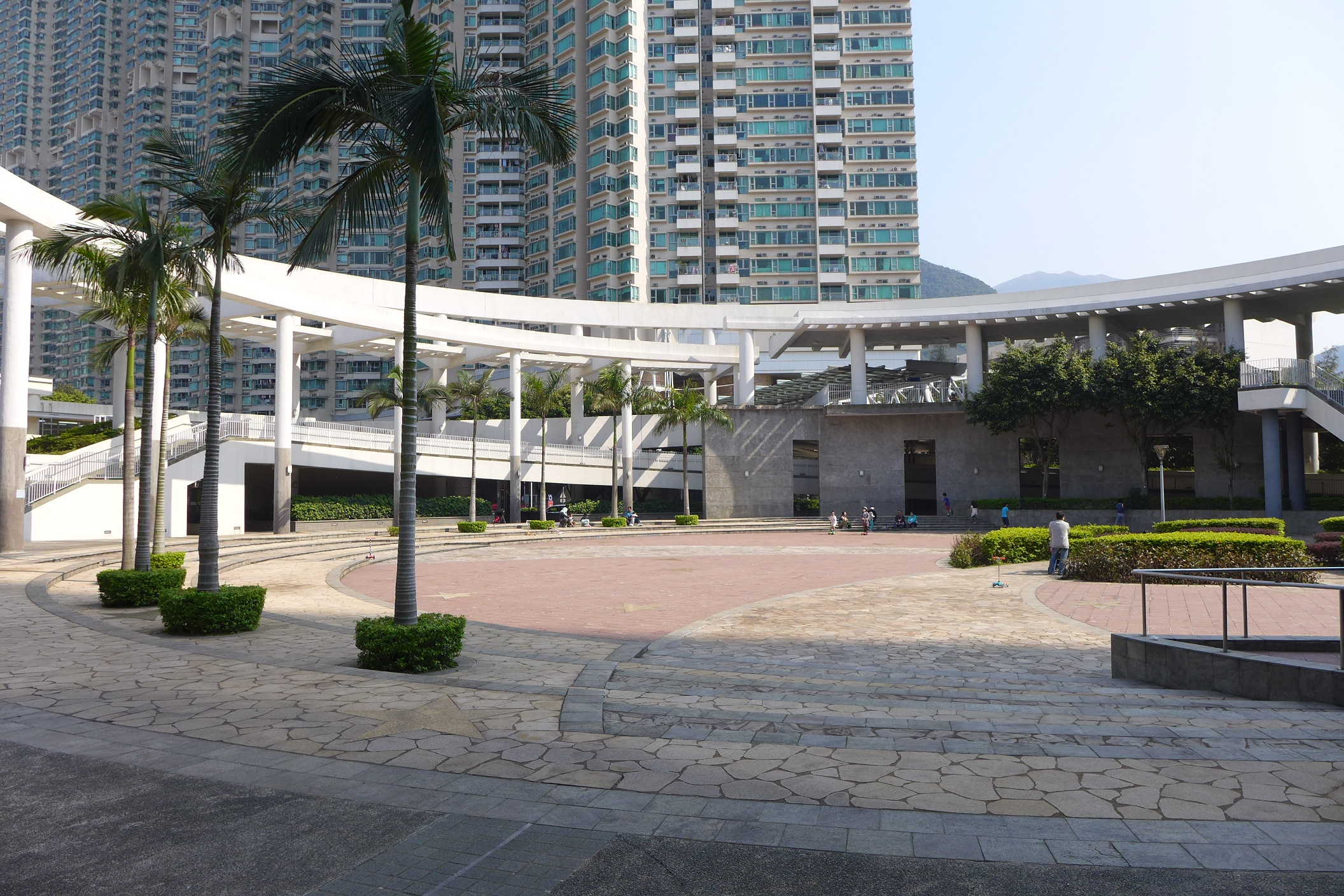
藍天海岸丁本商場
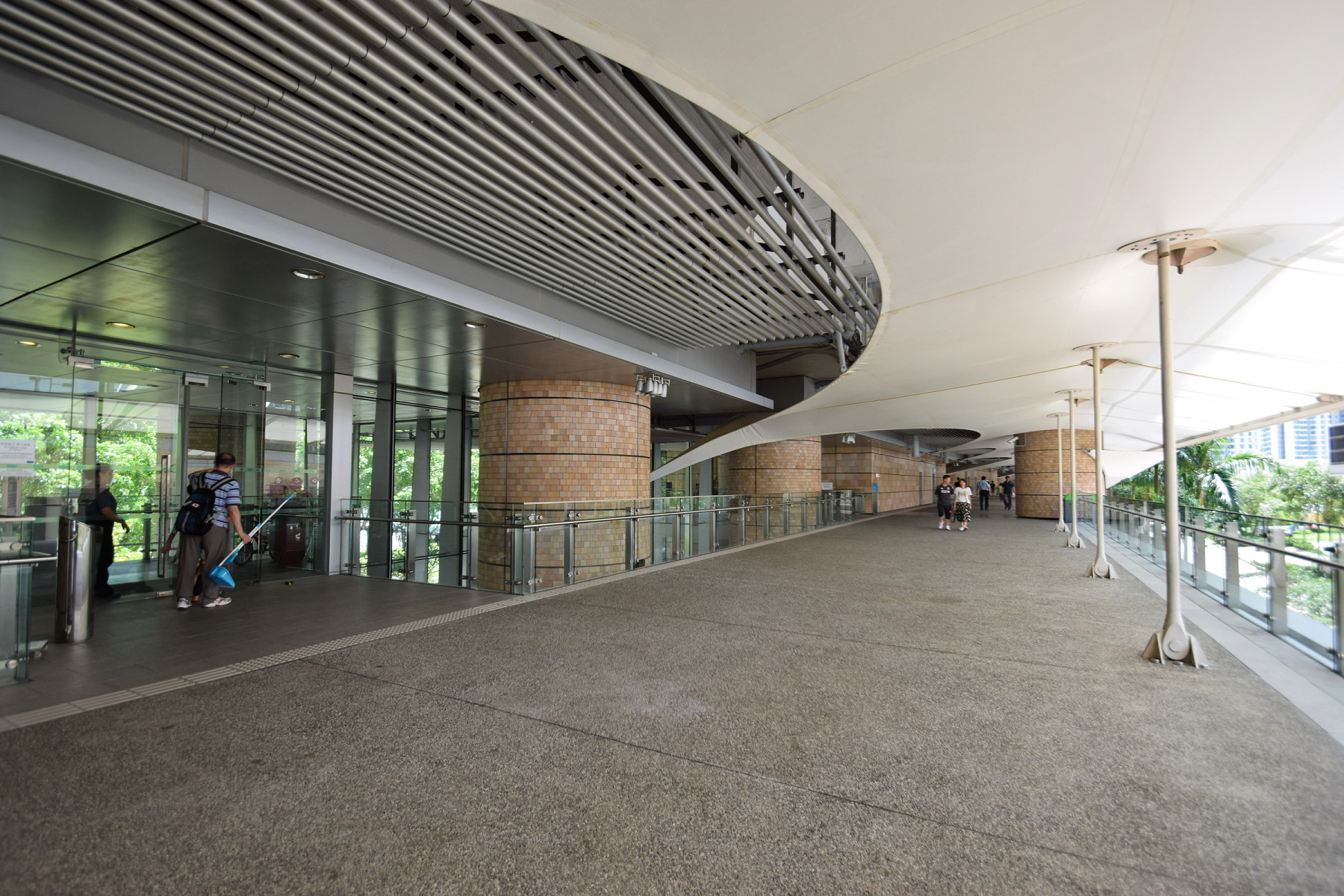
藍天海岸24小時公眾通道（公共空間）

## 事件
- 此屋苑部分樓宇涉及短樁案，76支樁柱只有四支合格。及後，工程顧問揭發事件，並將之轉介至廉署，涉事承建商及工程師被判監半年至3年9個月[5]。
- ( 蘋果日報 2008-01-28 ) 只准藍天海岸住客進出 港鐵疑將屋苑天橋私有化 （页面存档备份，存于）
- ( 蘋果日報 2008-03-23 ) 藍天海岸擺鐵馬陣 港鐵否認半開放天橋 （页面存档备份，存于）